# Slobozia-Șirăuți
Slobozia-Șirăuți es una comuna y localidad de Moldavia en el distrito (raión) de Briceni.

## Geografía
Se encuentra a una altitud de 156 m s. n. m. a 252 km de la capital nacional, Chisináu.

## Demografía
En el censo 2014 el total de población de la localidad fue de 992 habitantes.